# Shīrīk
Shīrīk (persiska: Shīrg, شیریک, Shīrak, Shīrag) är en ort i Iran.   Den ligger i provinsen Khorasan, i den östra delen av landet, 800 km öster om huvudstaden Teheran. Shīrīk ligger 1 552 meter över havet och antalet invånare är 105.
Terrängen runt Shīrīk är lite kuperad.Runt Shīrīk är det glesbefolkat, med 12 invånare per kvadratkilometer. Närmaste större samhälle är Shūshūd, 12,6 km söder om Shīrīk. Trakten runt Shīrīk är ofruktbar med lite eller ingen växtlighet.